# Redwynzi
Redwynzi (ukrainisch Редвинці; russisch Редвинцы Redwinzy) ist ein Dorf in der ukrainischen Oblast Chmelnyzkyj mit etwa 300 Einwohnern (2001).

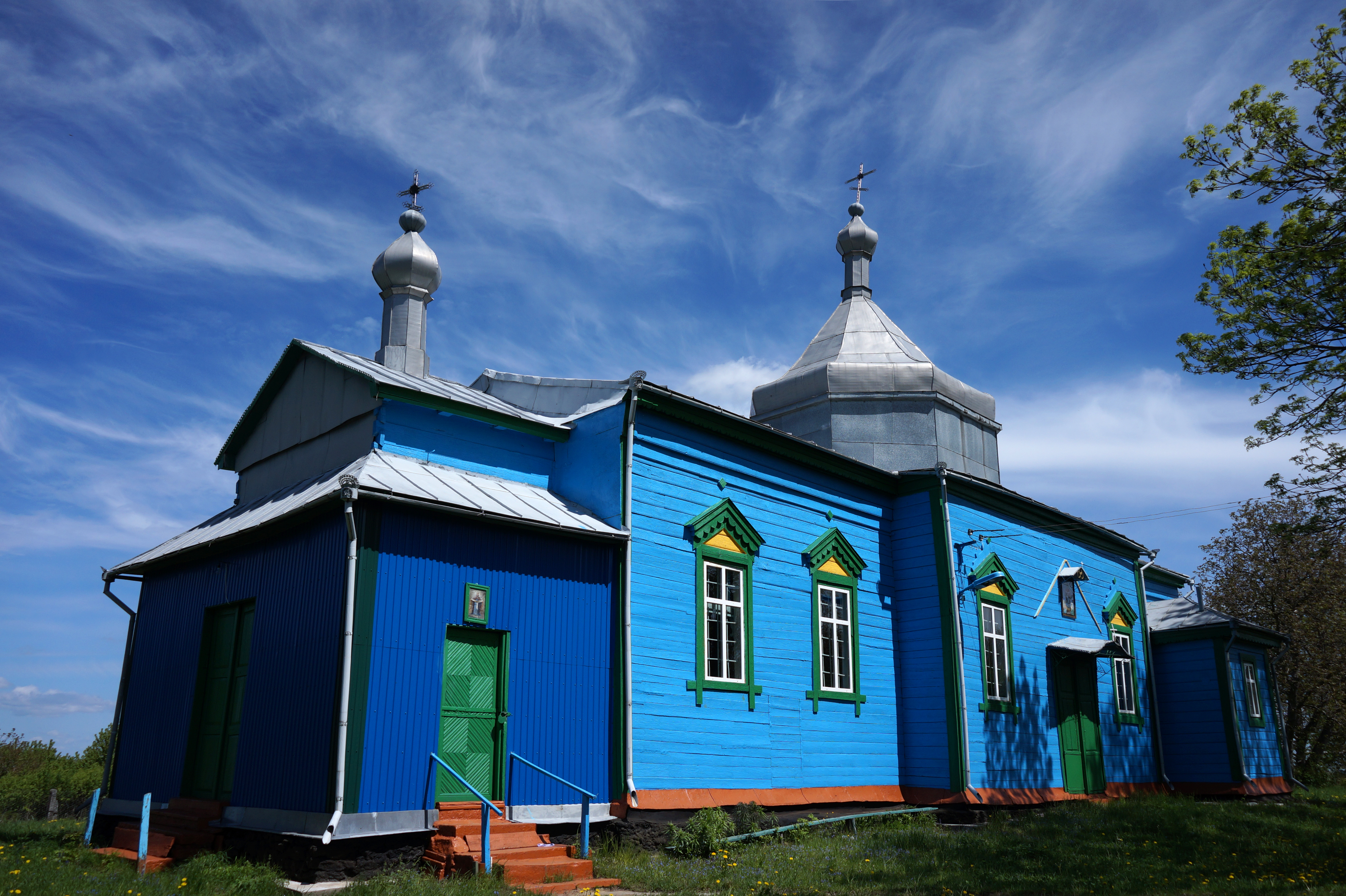
Kirche der Fürbitte Theotokos im Dorf

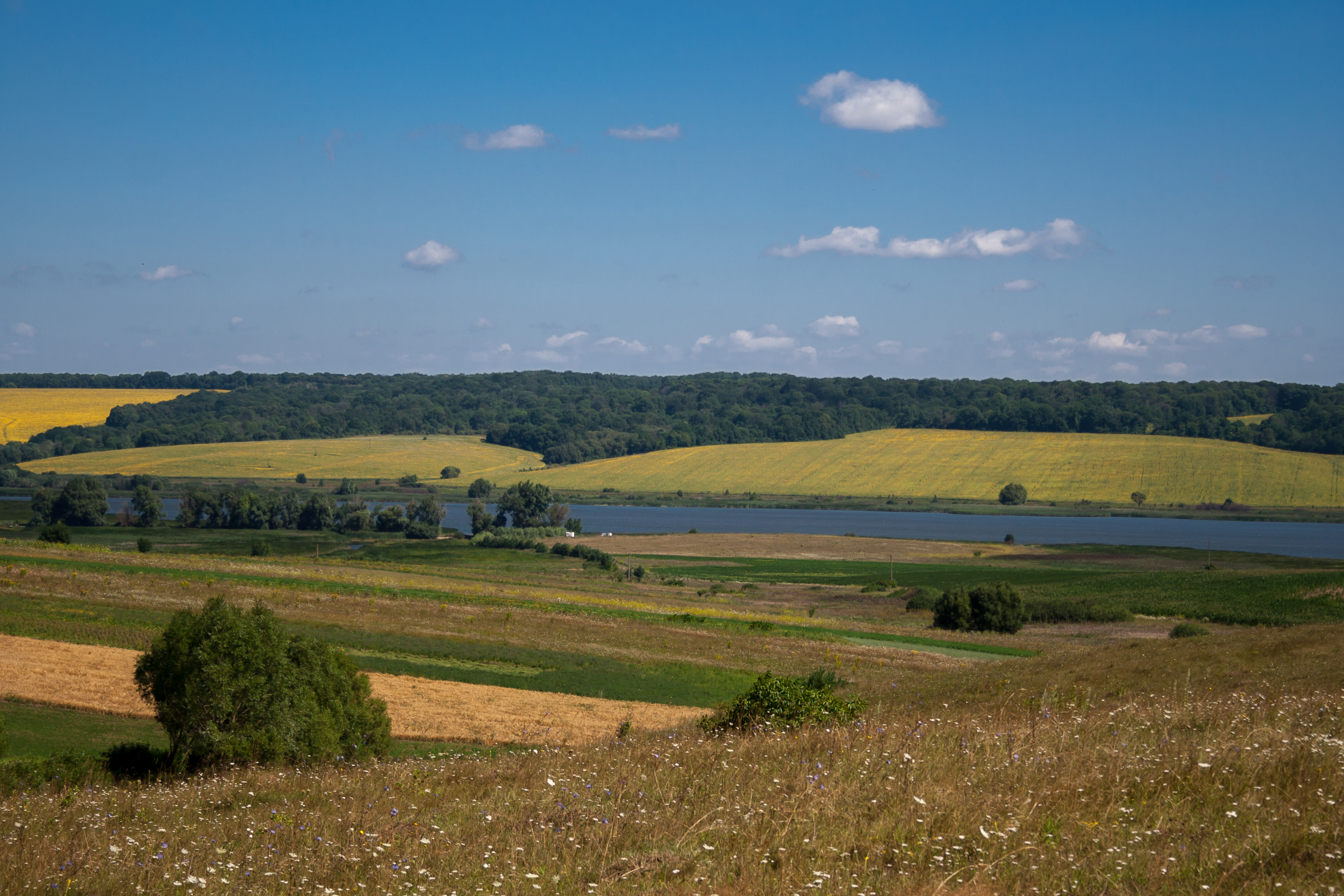
Flussauen des Buschok bei Redwynzi

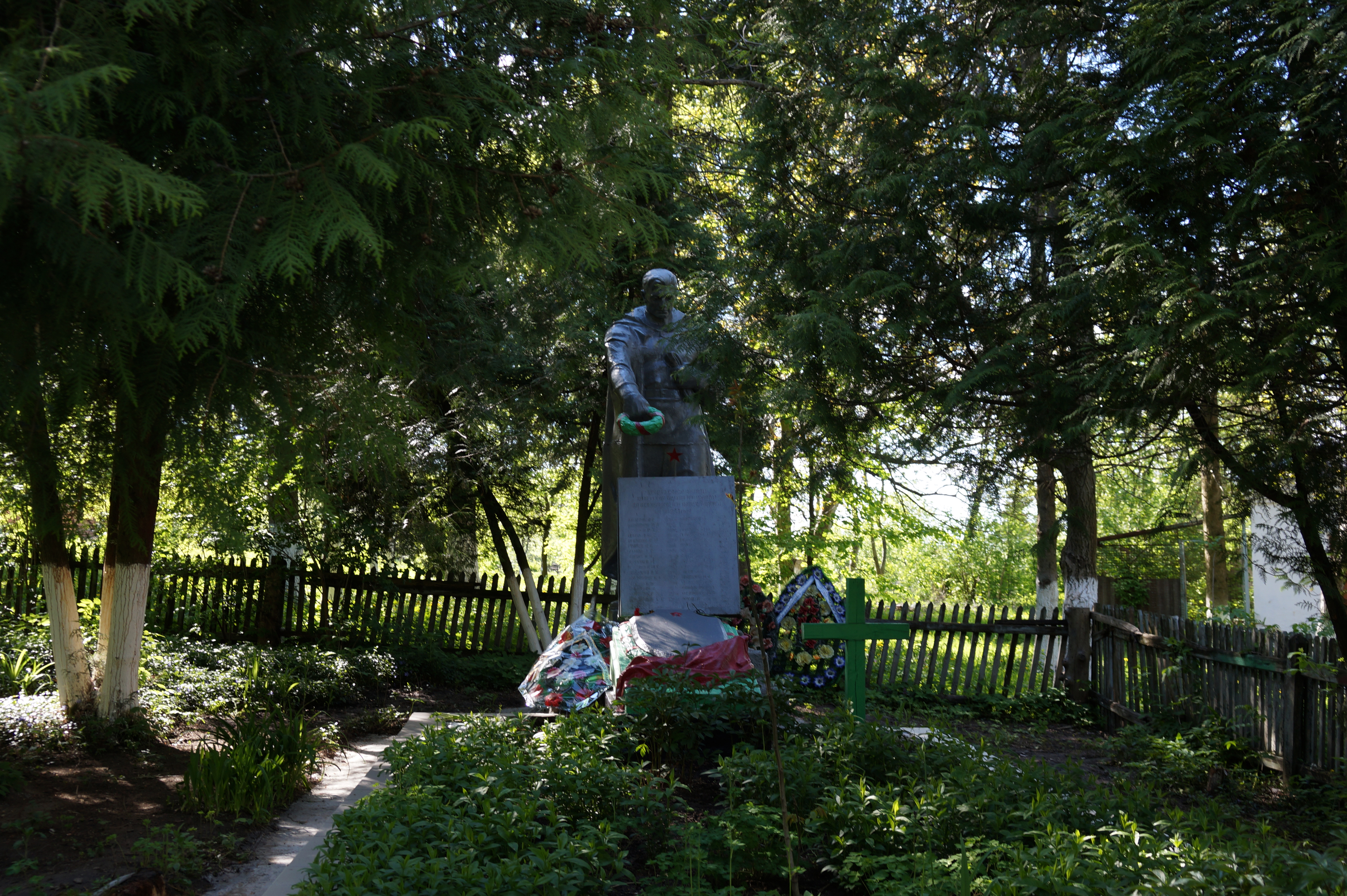
Denkmal für die gefallenen Dorfbewohner

Im Dorf befindet sich die 1886 erbaute Holzkirche der Fürbitte Theotokos.
Redwynzi liegt auf einer Höhe von 311 m am Ufer des Buschok (Бужок), einem 78 km langen, linken Nebenfluss des Südlichen Bugs, etwa 20 km östlich vom Gemeindezentrum Lissowi Hryniwzi und 25 km nordöstlich vom Rajon- und Oblastzentrum Chmelnyzkyj.
Am 13. August 2015 wurde das Dorf ein Teil der neugegründeten Landgemeinde Lissowi Hryniwzi, bis dahin war es ein Teil der Landratsgemeinde Tereschiwzi im Nordosten des Rajons Chmelnyzkyj.